# Пфалцграф на Бавария
Пфалцграф на Бавария (на немски: Pfalzgraf von Bayern) е титла, кято носили наместниците на краля на Германия в Херцогство Бавария.

## Пфалцграфове на Бавария
- Мегинхарт I, пфалцграф в Бавария 883 г.
- Арнулф (II) († 954), пфалцграф на Бавария, строи 940 г. замък Шайерн (Луитполдинги)
- Бертхолд фон Райсенсбург († 999), пфалцграф 954 – 976 с прекъсвания, прародител на графовете на Андекс (Луитполдинги)
- Хартвиг I († 985), пфалцграф на Бавария 977 – 985 (Арибони)
- Арибо I (IV) († ок. 1020), пфалцграф на Бавария 985 – 1020 (Арибони), зет на Хартвиг I
- Хартвиг II († 1027), пфалцграф на Бавария 1020 – 1026
- Арибо II (V) († 1102), пфалцграф на Бавария 1026/1041 – 1055
- Куно I фон Рот († 1082/1083), пфалцграф на Бавария (Пилгримиди)
- Рапото V († 1099), пфалцграф на Бавария 1082/83 – 1093 (Рапотони)
- Енгелберт I от Горица († 1122), пфалцграф на Бавария 1099 – 1120 (Майнхардини)
- Ото V († 1156), пфалцграф на Бавария 1120 – 1156, мести 1124 г. резиденцията в замък Вителсбах (Вителсбахи)
- Ото VI († 1183), пфалцграф на Бавария 1156 – 1180, става 1180 г. като Ото I херцог на Бавария, син на Ото V
- Ото VII († 1189), пфалцграф на Бавария 1180 – 1189, син на Ото V
- Ото VIII фон Вителсбах († 1209), пфалцграф на Бавария 1189 – 1208, кралският убиец, син на Ото VII
- Рапото II фон Ортенбург († 1231), пфалцграф на Бавария 1208 – 1231, зет на Ото VIII (Спанхайми)
- Рапото III фон Ортенбург († 1248), пфалцграф на Бавария 1231 – 1248, син на Рапото II, последният официален пфалцграф на Бавария. Правата и собствеността получават постепенно херцозите на Бавария.